# Breutelia tabularis
Breutelia tabularis là một loài rêu trong họ Bartramiaceae. Loài này được Dixon mô tả khoa học đầu tiên năm 1926.